# Kreuzritter – Richard Löwenherz
Kreuzritter – Richard Löwenherz (Originaltitel: The Crusades) ist ein US-amerikanischer Ritterfilm von Cecil B. DeMille aus dem Jahr 1935 mit Loretta Young und Henry Wilcoxon in den Hauptrollen.

## Handlung
Als im Jahr 1187 die Sarazenen Jerusalem erobern, verspricht ein Einsiedler dem islamischen Sultan Saladin einen Kreuzzug der Christen gegen ihn. Frankreichs König Philipp II. macht sich sogleich zum Kreuzzug bereit. Dessen Schwester Alice (Alix) ist seit Kindesbeinen an dem englischen König Richard Löwenherz als Frau versprochen.
Dieser bekommt sogleich Besuch von Philipp, Alice, seinem Bruder John sowie Konrad, dem Marquis von Montferrat und zeigt einmal mehr seinen Unwillen, Alice zu heiraten und, als Philipp ihm von seiner Teilnahme am Kreuzzug erzählt, seinen religiösen Unglauben. Jedoch sieht er in seiner Teilnahme am Kreuzzug die Chance, der Ehe mit Alice zu entgehen. Indes schmieden John und Konrad Pläne, wie John König von England und Konrad König von Jerusalem werden kann.
Als Richard mit seinen Kreuzfahrern in Marseille ist und die Vorräte zu Ende gehen, stellt ihm der König von Navarra Vorräte gegen die Hand seiner Tochter Berengaria zur Verfügung. Bei der Hochzeit noch in derselben Nacht lässt sich Richard zu Berengarias Enttäuschung von seinem Schwert vertreten. Nachdem Richard sie zum ersten Mal sieht, ist er jedoch begeistert und nimmt sie gegen ihren Willen mit auf den Kreuzzug.
Philipp will mit Saladin verhandeln. Saladin räumt den Christen eine letzte Chance ein, das Land lebend zu verlassen; Richard und seine Verbündeten jedoch bestehen auf Krieg. Im Gegenzug greift Saladin in der Nacht darauf Richards Lager an; es folgt eine tagelange Schlacht. 
Prinz John versucht die Krone an sich zu reißen. Philipp verspricht Richard Hilfe gegen die Verschwörer, wenn er im Gegenzug bereit ist, sich Berengaria zu entsagen und Alice zu heiraten. Richard reagiert, indem er vor den Adeligen Berengaria zu seiner Königin krönt. Philipp kündigt daraufhin die Allianz mit Richard auf, nimmt aber dann an den Kämpfen um Akkon doch teil. Berengaria ist stolz auf Löwenherz, er verspricht weiters, dass sein Schwert bis zur Eroberung Jerusalems zwischen den beiden stehen soll. Berengaria -die sich im Kampfgebiet aufhält- wird von Saladin in Gewahrsam genommen. 
Nach der Schlacht und der Eroberung von Akkon bekommen die Kreuzritter Gelegenheit, das Kreuz Christi zu sehen. Saladin will Berengaria als seine Frau, diese weigert sich jedoch. Konrad bietet Saladin an, Richard an ihn zu verraten, wird jedoch von Saladins Männern als Verräter ermordet. Als Berengaria dem Sarazener ihre Liebe verspricht, lässt Saladin Richard von seinen Männern warnen. Diese können sogleich eingreifen, als Richard von Konrads Gefolgsleuten angegriffen wird. Richard eilt sofort zu Saladin. Saladin macht ihm ein Friedensangebot. Richard zeigt sich unwillig, dieses anzunehmen, doch Berengaria kann ihn überzeugen, mit dem Sultan Frieden zu schließen. Da Richard Berengaria geschworen hatte, sein Schwert an Jesu Grabstätte in Jerusalem niederzulegen, akzeptiert er nur zähneknirschend Saladins Bedingung, dass er Jerusalem nicht betreten darf. Die Kriegsgefangenen werden freigelassen und Berengaria darf zu Richard zurück; sie legt das Schwert an seiner statt nieder.

## Deutsche Fassung
Die deutsche Synchronbearbeitung entstand 1954 in den Ateliers der Berliner Synchron unter der Regie von Peter Elsholtz. Das Dialogbuch verfasste Fritz A. Koeniger.
| Rolle                             | Darsteller         | Synchronsprecher       |
| --------------------------------- | ------------------ | ---------------------- |
| König Richard Löwenherz           | Henry Wilcoxon     | Ernst Wilhelm Borchert |
| Prinzessin Berengaria von Navarra | Loretta Young      | Catja Görna            |
| Sultan Saladin                    | Ian Keith          | Friedrich Joloff       |
| König Philipp II. von Frankreich  | C. Henry Gordon    | Curt Ackermann         |
| Prinzessin Alice                  | Katherine DeMille  | Tilly Lauenstein       |
| Einsiedler                        | C. Aubrey Smith    | Walter Werner          |
| Konrad, Marquis of Montferrat     | Joseph Schildkraut | Klaus Miedel           |
| Troubadour Blondel                | Alan Hale          | Clemens Hasse          |

## Auszeichnungen
Im Jahr 1936 bekam Kreuzritter – Richard Löwenherz eine Oscar-Nominierung für die Beste Kamera.

## Kritiken
- "Alter amerikanischer Monstrefilm. Benutzt den dritten Kreuzzug, um eine abgeschmackte Liebesaffäre ablaufen zu lassen. Die tragende Idee der historischen Ereignisse erstickt im äußeren Aufwand und in wilden Massenszenen." – 6000  Filme, 1963[2]

- "Typischer Monumentalfilm von De Mille: Liebesverwicklungen, prachtvolle Ausstattung und spektakuläre Massenszenen ersticken die religiösen und historischen Motive, garantieren aber Kinounterhaltung." – Lexikon des internationalen Films[3]